# Traître à la race
 (janvier 2020).
Si vous disposez d'ouvrages ou d'articles de référence ou si vous connaissez des sites web de qualité traitant du thème abordé ici, merci de compléter l'article en donnant les références utiles à sa vérifiabilité et en les liant à la section « Notes et références ».
Un traître à la race, ou en anglais race traitor, est une référence péjorative à une personne qui est perçue comme un soutien d'attitudes ou de positions considérées comme allant à l'encontre des intérêts supposés ou du bien-être de sa propre race. Par exemple, une ou les deux parties à une relation interraciale peuvent être qualifiées de traîtres à la race. Autre exemple, une personne qui soutient l’action positive ou d’autres politiques qui bénéficieraient prétendument à des races autres que la sienne peut être qualifiée de "traître à la race". Le terme est la source du nom d'un magazine trimestriel, Race Traitor, fondé en 1993.
Pendant l'apartheid en Afrique du Sud, où la minorité blanche détenait le pouvoir politique exclusif, les activistes blancs anti-apartheid étaient qualifiés de "traîtres" par le gouvernement.
Thomas Mair, qui a assassiné la députée britannique Jo Cox en 2016, considérait Cox comme une "traîtresse" à la race blanche. Mair avait également publié des lettres critiquant les "libéraux et traîtres blancs" en Afrique du Sud, qu'il décrit comme "le plus grand ennemi de l'ancien système d'apartheid".